# Confederación del Cocuy
La Confederación del Cocuy fue el nombre dado a la alianza económica de tribus Nasa y U'wa, esta se formó en la sierra nevada del Cocuy que solía ser territorio Laches. Esta estaba liderada por el cacique de Cocuy.

## Economía
Comerciaban con maíz, papa, frijol, Yuca, batata, Auyama, Ají, coca, algodón, textiles, cuero, petacas, cuero, Totuma, pieles de animales y sal entre ellos pero también se comerciaba con los Muiscas y Guanes.

## Política
La organización era similar a la de los Muiscas, Donde se organizaba en caciques que eran tributarios de un cacique superior, El Cocuy era el cacique superior, a los cuales todos eran sujetos de el. Los caciques eran Chita, Ura (localizado al norte de Cheva, en lo que es Pueblo Viejo), Cheva, "Pueblo de la Sal" (Actualmente La Salina), Ogamora (el cual se encontraba en la vereda El Juncal, Jericó), Panqueba y Sacamá, quienes eran tributarios de Cocuy aunque el Pueblo de la Sal era tributario de Chita, y Sácama de La Salina.
El Cacicazgo de Güicana (o Guaicana), perteneciente a la nación tuneba, se encontraba bajo el Cacicazgo de Panqueba. Mientras que, el cacicazgo de Ogamora, es descrito como sujeto a el cacique de Sogamoso y como frontera del territorio de el Cacicazgo de Sogamoso. Sugiriendo que este cacicazgo aunque pertenecia a la confederación, como lo menciona Langebaek y Riaño, también tendría a el Señor de Sogamoso como autoridad.